# Helix godetiana
Helix godetiana е вид коремоного от семейство Helicidae. Видът е застрашен от изчезване.

## Разпространение
Разпространен е в Гърция (Егейски острови).